# William Gilmore Simms
William Gilmore Simms, född den 17 april 1806 i Charleston i South Carolina, död där den 11 juni 1870, var en amerikansk författare.
Simms blev advokat 1827, men ägnade sig från 1832 huvudsakligen åt litteraturen. Bland hans skrifter märkas åtskilliga romaner med ämnen från amerikanska frihetskriget och livet i sydstaterna (The Yemassee, 1835, The kinsmen, 1841 med flera), noveller (den av Poe berömda Grayling med flera), biografier med mera.